# Liste der Monuments historiques in Abancourt (Oise)
Die Liste der Monuments historiques in Abancourt (Oise) führt die Monuments historiques in der französischen Gemeinde Abancourt auf.

## Liste der Objekte
| Bezeichnung                   | Beschreibung                                                    | Standort                                       | Kennzeichnung | Schutzstatus | Datum | Bild |
| ----------------------------- | --------------------------------------------------------------- | ---------------------------------------------- | ------------- | ------------ | ----- | ---- |
| Skulptur Unterweisung Mariens | Kalkstein, polychrom gefasst, erste Hälfte des 16. Jahrhunderts | in der Kirche Notre-Dame-de-la-Nativité (Lage) | PM60000001    | Classé       | 1913  |      |